# Mladan Jovanovic
Mladan Jovanovic (* 18. Juni 1993 in  Wien) ist ein österreichischer Handballspieler.

## Karriere

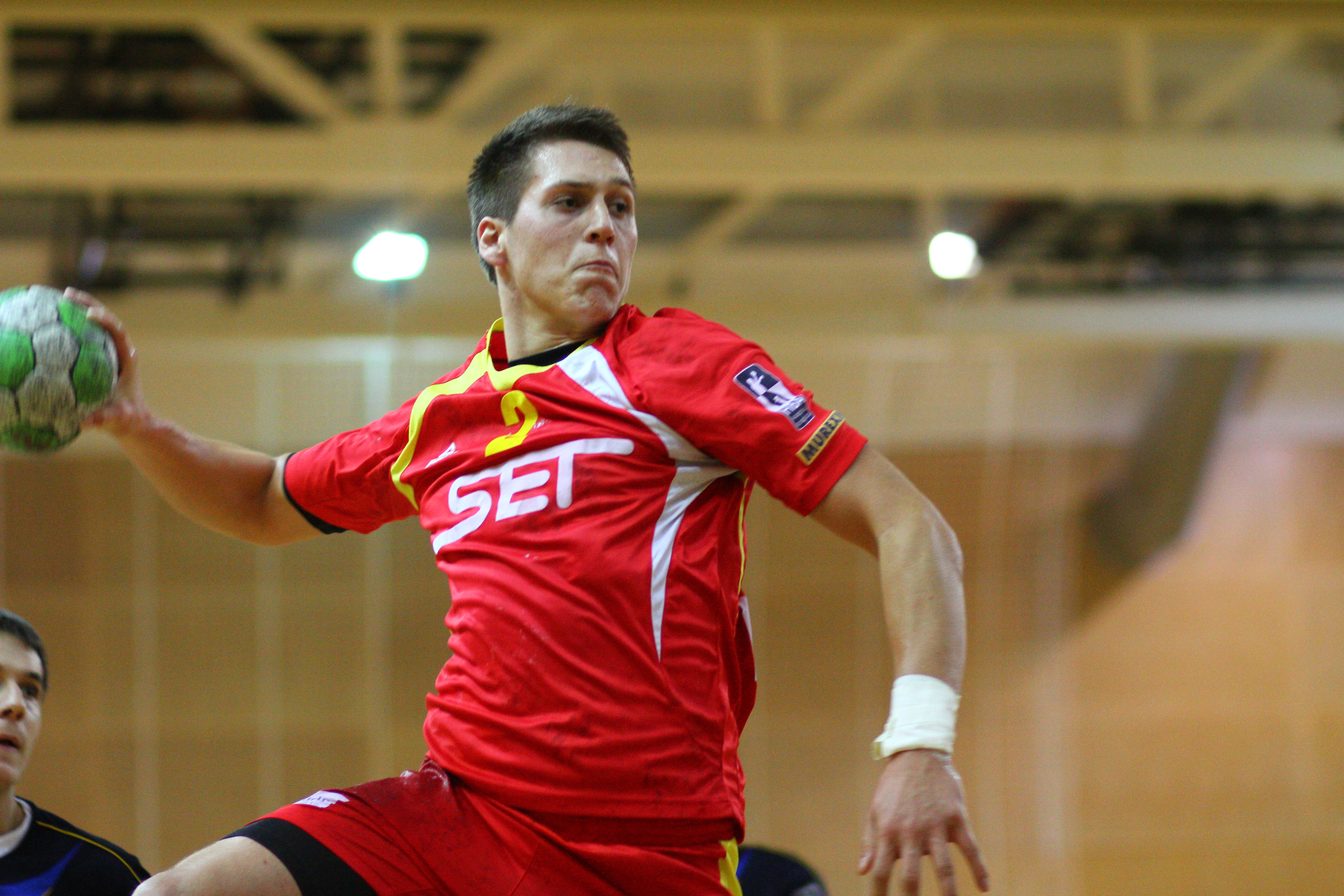
Mladan Jovanovic im Trikot von WAT Fünfhaus (2012)

Der gebürtige Wiener begann im Alter von 14 Jahren bei der Spielgemeinschaft WAT Fünfhaus/Union West Wien Handball zu spielen. Für die Fünfhauser lief er in diversen Jugendligen und später in der zweithöchsten österreichischen Spielklasse, der heutigen spusu Challegene, auf. Mit Start der Saison 2013/14 wechselte der Rückraumspieler zum SC Ferlach, welcher für diese Saison den Platz von HIT medalp Tirol in der Handball Liga Austria übernommen hatte. Mit den Kärntnern stieg er nach dieser Spielzeit ab blieb allerdings noch ein Jahr im Rosental. Für die Saisonen 2015/16 und 2016/17 wechselte er zum HC Bruck. 2017/18 lief Jovanovic für die SG Handball West Wien auf und spielte mit den Wienern erstmals international im EHF Cup. 2018/19 wurde der Rechtshänder vom ThSV Eisenach für die 3. Liga verpflichtet, der Wiener wechselte allerdings bereits im Februar 2019 wieder zurück nach Österreich zum HC Bruck. 2019/20 wurde Jovanovic wieder vom SC Ferlach unter Vertrag genommen.

## Saisonbilanzen
| 2013/14   | SC Ferlach                                                      | HLA Meisterliga                                                 | 0-                                                              | 09                                                              | 1/1                                                             | 08                                                              |                                                                 |                                                                 |                                                                 |                                                                 |
| 2015/16   | HC Bruck                                                        | HLA Meisterliga                                                 | 0-                                                              | 056                                                             | 0/0                                                             | 056                                                             |                                                                 |                                                                 |                                                                 |                                                                 |
| 2016/17   | HC Bruck                                                        | HLA Meisterliga                                                 | 026                                                             | 083                                                             | 0/1                                                             | 083                                                             |                                                                 |                                                                 |                                                                 |                                                                 |
| 2017/18   | SG Handball West Wien                                           | HLA Meisterliga                                                 | 029                                                             | 0/0                                                             | 029                                                             |                                                                 |                                                                 |                                                                 |                                                                 |                                                                 |
| 2019/20   | Saison aufgrund der COVID-19-Pandemie in Österreich abgebrochen | Saison aufgrund der COVID-19-Pandemie in Österreich abgebrochen | Saison aufgrund der COVID-19-Pandemie in Österreich abgebrochen | Saison aufgrund der COVID-19-Pandemie in Österreich abgebrochen | Saison aufgrund der COVID-19-Pandemie in Österreich abgebrochen | Saison aufgrund der COVID-19-Pandemie in Österreich abgebrochen | Saison aufgrund der COVID-19-Pandemie in Österreich abgebrochen | Saison aufgrund der COVID-19-Pandemie in Österreich abgebrochen | Saison aufgrund der COVID-19-Pandemie in Österreich abgebrochen | Saison aufgrund der COVID-19-Pandemie in Österreich abgebrochen |
| 2020/21   | SC Ferlach                                                      | HLA Meisterliga                                                 | 011                                                             | 021                                                             | 0/0                                                             | 021                                                             |                                                                 |                                                                 |                                                                 |                                                                 |
| 2021/22   | SC Ferlach                                                      | HLA Meisterliga                                                 | 018                                                             | 089                                                             | 2/2                                                             | 087                                                             |                                                                 |                                                                 |                                                                 |                                                                 |
| 2022/23   | SC Ferlach                                                      | HLA Meisterliga                                                 | 020                                                             | 096                                                             | 3/5                                                             | 093                                                             |                                                                 |                                                                 |                                                                 |                                                                 |
| 2023/24   | SC Ferlach                                                      | HLA Meisterliga                                                 | 091                                                             | 086                                                             | 0/0                                                             | 086                                                             |                                                                 |                                                                 |                                                                 |                                                                 |
| 2024/25   | SC Ferlach                                                      | HLA Meisterliga                                                 | 012                                                             | 058                                                             | 3/3                                                             | 055                                                             |                                                                 |                                                                 |                                                                 |                                                                 |
| 2013–2025 | gesamt                                                          | HLA Challenge                                                   | 119                                                             | 515                                                             | 9/11 (81 %)                                                     | 506                                                             |                                                                 |                                                                 |                                                                 |                                                                 |